# Bergeijk
Bergeijk este o comună și o localitate în provincia Brabantul de Nord, Țările de Jos.

## Localități
Bergeijk, Boscheind, Braambosch, Hof, Loo, Loveren, Luyksgestel, Riethoven, Rijt, Sengelsbroek, Walik, Weebosch, Westerhoven